# Acquis politique
Acquis politique (franc. dorobek polityczny) – pojęcie szersze niż Acquis communautaire, obejmuje także prawa, obowiązki i ustalenia wynikające z funkcjonowania 2 filaru Unii Europejskiej (Wspólna polityka zagraniczna i bezpieczeństwa).